# Jacinto Lucas Pires
Jacinto Lucas Pires (Oporto, 14 de julio de 1974) es un escritor, argumentista, realizados y cantautor portugués, hijo del abogado, jurisconsulto, profesor universitario y dirigente político Francisco Lucas Pires.
Se licenció en derecho en la Universidad Católica Portuguesa, en Lisboa, donde vive actualmente. 
Fue cronista del diario A Capital. Publicó nueve libros en la editorial Cotovia:Azul-Turquesa(ficción, 1998), Abre para Cá (cuentos, 2000), Livro Usado (viaje a Japón, 2001), Escrever, Falar (teatro, 2002), Do sol (novela 2004). Su última obra publicada de novela de ficción es: O verdadeiro ator (2011).
También ha escrito varios textos de teatro: Univeros e Frigoríficos (1998,CCB/Actores Productores Associados, cia. Manuel Wiborg), Arranha Céus (1999, TNSJ/Teatro Bruto, cia. Ricardo Pais) , Escrever, Falar (2001. Maus habitos/.lilástico, cia Marcos Barbosa) e "Octavio no Mundo" (2006 proyecto PANOS en la Culturgest, cia. Natália Vieira-Loures e Aníbal Rocha-Caldas da Rainha).
Tiene un blog personal, "O que eu gosto de bombas de gasolina" .
También ha escrito argumentos para cortometrajes para Pedro Caldas y Fernando Vendrell. Asistió a la New york Film Academy, donde presentó su Cinemaamor (1999) e B.D(2004).
Jacinto ha desarrollado su obra también en la música, escribiendo las letras y cantando en el grupo Os Quais, con el artista plástico Tomás Cunha Ferreira que edita su primer disco, Meio Disco en 2009 con la editoria Amor Fúria.

## Premios
En noviembre de 2008 ha sido el ganador del Premio Europa - David Mourão-Ferreira, por la Universidad de Bari y el Instituto Camões. Gracias a este premio va sus obras serán traducidas y publicadas en los países Unión Europea y del Mediterráneo.